# Puluqui
Puluqui es una isla del sur de Chile perteneciente a Región de Los Lagos. Con 71,5 km², es la isla más grande del archipiélago de Calbuco y de la comuna de Calbuco. Tiene una población, al 2017, de 2566 habitantes.

## Historia
El primer español en haber visitado la isla habría sido Alonso de Ercilla en 1558, durante la expedición terrestre comandada por el gobernador García Hurtado de Mendoza que tenía como objetivo el estrecho de Magallanes. En el canto XXXVI de su poema épico La Araucana, Ercilla describe el paso de la expedición por una zona que sería la ribera occidental del seno de Reloncaví y declara haber visitado tres islas. La ruta que realizó la expedición ha sido materia de discusión historiográfica, pero diversos autores plantean que el poeta habría estado en la punta norte de Puluqui, frente a la isla Tautil.
En 1735 tenía una población indígena de 58 personas, mientras que en 1787 el número de habitantes llegaba a 39 indígenas y 219 españoles. Según el censo de 1865, cuando Puluqui ya era parte del departamento de Carelmapu de la provincia de Llanquihue, su población era de 1998 habitantes.
El explorador Francisco Vidal Gormaz describió a la isla en 1872 como «muy boscosa, especialmente en su centro y costa oriental». Según Vidal Gormaz, solo existía una escuela y la agricultura que se practicaba en la isla se reducía a papas, trigo, avena y linaza. «Las hortalizas consisten en coles y chilotas. Se siembran tambien algunas habas y arvejas para consumir en verde. Pastos no se siembran, de manera que no tienen prados para su ganado, que solo ramonea quilas y otras hierbas pobres e inadecuadas». El cuanto al ganado, este era reducido: «Se cuentan el lanar, pocas vacas, cabras y algunos caballos débiles y de ningun valor. No hay otras aves caseras que gallinas y pocos patos».

## Descripción
Puluqui se ubica en el extremo norte del golfo de Ancud y limita con el seno de Reloncaví; se separa de la ciudad de Calbuco por el canal del mismo nombre; está a corta distancia las islas Chaullín y Chidguapi —al poniente y sudoeste, respectivamente—, y se encuentra al sudoeste de isla Huar. Tiene una longitud NO-SE de 15 km, cuenta con diversos esteros y lagunas interiores.

## Servicios
En términos generales, la población se distribuye de manera uniforme en el territorio insular, sin existir un centro de población que sobresalga de los demás. Los sectores de la isla son: San Ramón, Llancacheo, Chauquear, Pollollo, Perhue, Llalda, Chope, Chechil y Machil.
Existen cinco postas y una estación de salud rural. También hay seis escuelas básicas —Alonso de Ercilla de Pollollo, La Poza de Llaicha, Escuela Rural Máchil, San Ramón, Mario Morales de sector Entre Esteros y Escuela Mi Patria de Perhue— y la escuela-internado «El Sembrador» en el sector de Chope, con enseñanza parvularia, básica y media. La isla además cuenta con un retén de Carabineros, en el sector Chauquear, dependiente de la Cuarta Comisaría de Calbuco.

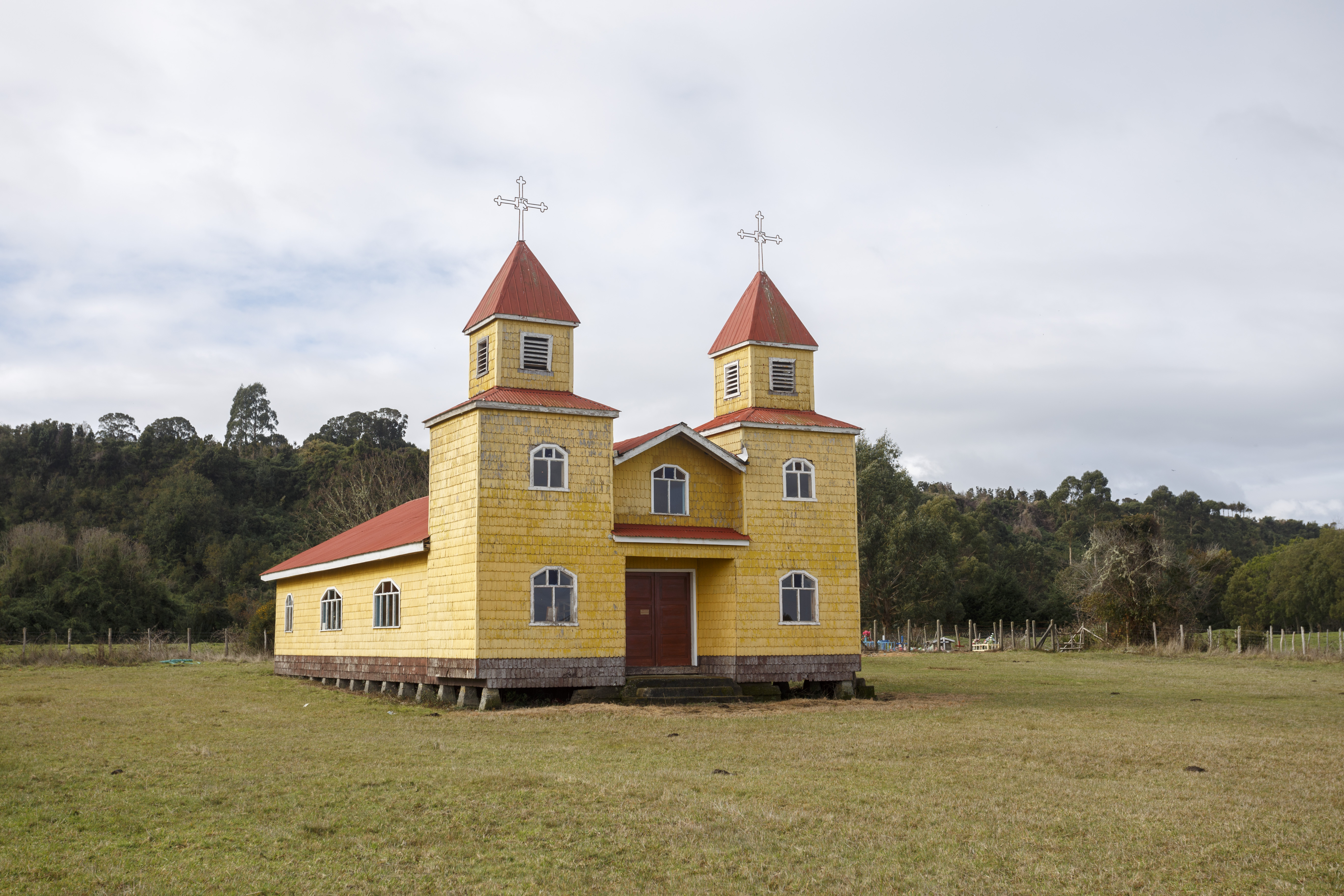
Iglesia de Llaicha.

Puluqui también tiene seis capillas pertenecientes a la Escuela chilota de arquitectura religiosa:
- Capilla de Nuestra Señora de las Mercedes de Chope
- Capilla de Santa Ana de Llaicha
- Capilla de Los Reyes Magos De Perhue
- Capilla de Jesús Nazareno de Pollollo
- Capilla de San Ramón
- Capilla de San Francisco de Asís de Machil

## Economía
La economía de la isla está basada en el cultivo de productos agrícolas, tanto para autoconsumo como para comercialización, principalmente en los mercados de Calbuco. Pescadores artesanales también se vive de la extracción y cultivo de recursos marinos, principalmente bentónicos y algas. En el entorno también existen centros de cultivo de salmón y mejillón.

## Conectividad
La isla posee más de 70 km de caminos interiores. Desde 2014 hay servicios de buses de pasajeros para la conectividad interior de la isla.
Existe una transbordador que conecta a la rampa de Puluqui (estero Machildad) con la ciudad de Calbuco, todos los días del año, con seis o siete viajes diarios, según la temporada.
También hay una lancha de pasajeros subsidiada que realiza el servicio Chope-Chechil-Calbuco, ocho veces, seis días a la semana.